# Samuel White Baker

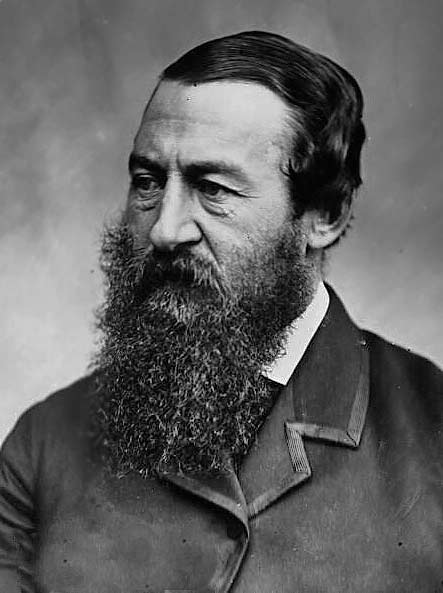
Sir Samuel White Baker

Sir Samuel White Baker Pascha (* 8. Juni 1821 in London; † 30. Dezember 1893 auf seinem Gut Sandford Orleigh bei Newton Abbot in Devon) war ein britischer Afrikaforscher.

## Leben
Bakers Vater war als Kaufmann in leitender Position bei der Britischen Ostindien-Kompanie zu erheblichem Wohlstand gekommen und wünschte, dass sein ältester Sohn seine Nachfolge antreten sollte. Nach einer Ausbildung in England und Deutschland schied Baker jedoch aus der Kompanie aus, da er für sich keine Zukunft als Kaufmann sah. Am 3. August 1843 heiratete er Henrietta Biddulph Martin und ging im gleichen Jahr nach Mauritius. Von dort reiste er 1846 nach Ceylon, wo er in Nuwara Eliya eine große Landwirtschaft begründete und gemeinsam mit seinem Bruder Valentine bewirtschaftete. Nach dem Tod Henriettas 1855 ging er für kurze Zeit nach Schottland, danach unternahm er Reisen in Südosteuropa und Kleinasien. 1856 leitete er den Bau einer Eisenbahnverbindung in der Dobrudscha. Danach unternahm er weitere Reisen, die ihn 1859 nach Widin führten, wo er an einer Auktion europäischer Sklaven teilnahm. Dabei kaufte er die achtzehnjährige Flóra Szász frei, die danach zunächst seine Begleiterin, dann seine Lebensgefährtin und 1865 unter dem Namen Florence Baker seine Ehefrau wurde.
1861 begann er seine Reisen in Afrika (s. u.). Für seine Verdienste wurde er am 10. November 1866 von Königin Victoria zum Ritter geschlagen. Aufgrund der (in ihren Augen zweifelhaften) Herkunft seiner Frau wurde Baker jedoch von der Königin und damit auch von den führenden Kreisen Großbritanniens gesellschaftlich nicht anerkannt. Im gleichen Jahr erhielt er die Goldmedaille der Royal Geographical Society und der Geographischen Gesellschaft von Paris. Im Frühjahr 1869 begleitete er den Kronprinzen (und späteren König Edward VII.) bei einer Ägyptenreise. 1874 erwarb Baker den Landsitz Sandford Orleigh im Süden Devons. In den folgenden Jahren führte er weitere Reisen nach Zypern, Indien, Japan und in die USA durch. Mehrfach reiste er zum Überwintern nach Ägypten. 1893 starb er auf Sandford Orleigh.

## Im Sudan

### Forschungsreise

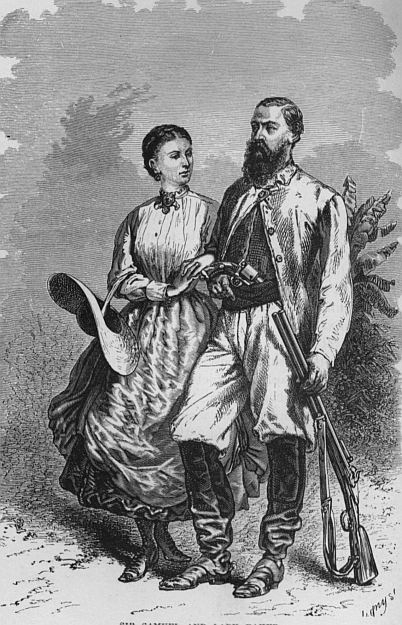
Florence und Samuel Baker

Ursprünglich beabsichtigte Baker 1861 eine ausgedehnte Jagdreise nach Ägypten und in den Sudan. Er war vermögend und ein leidenschaftlicher Großwildjäger. Es wurde seine erste Entdeckungsreise nach Zentralafrika. Diese wurde unternommen – wie er schreibt – „, um die Quellen des Nils zu entdecken, in der Hoffnung auf ein Treffen mit der ostafrikanischen Expedition unter den Captains Speke und Grant irgendwo am Victoria-See“. Baker verbrachte ein Jahr an der sudanesisch-abessinischen Grenze, wo er Arabisch lernte und den Atbara und die anderen Nebenflüsse des Nils erkundete. Dabei stellte er fest, dass das Nil-Sediment aus Abessinien kam. Nach diesem Aufenthalt reiste er nach Khartum, um den Lauf des Weißen Nils zu verfolgen.
In Begleitung von Florence zog er im Dezember 1862 von Khartoum aus mit einer eigenen Karawane nilaufwärts. Sein Ziel waren die Quellen des Weißen Nils. In Gondokoro traf er am 15. Februar auf John Speke und James Grant, die von Sansibar aus zum Victoriasee vorgestoßen waren und sich nun nilabwärts auf dem Heimweg befanden. Baker fand die beiden ziemlich erschöpft und abgerissen. Er versorgte sie mit neuer Kleidung und wandte sich wieder südwärts. Auf seiner Suche entdeckte Baker im März 1864 den Albertsee und die Murchison-Fälle, eine der größten Sehenswürdigkeiten Afrikas. Auf dieser Expeditionsreise sah er auch die noch wenig bekannten Gebirgsmassen, die erstmals von Henry Morton Stanley am 24. Mai 1888 gesichteten Schneekappen des Ruwenzori-Massivs „durch den Dunst der Ebene undeutlich hindurchschimmern“ und gab ihm den Namen „Blaue Berge“ („Blue Mountains“) ohne sich jedoch über dessen Bedeutung klar zu werden. Im Mai 1865 war er wieder in Khartoum. Im Oktober kehrte er mit seiner Frau, die er mittlerweile geheiratet hatte, nach England zurück.
Das Paar muss einen seltsamen Eindruck auf die Einheimischen gemacht haben, wenn sie sich mitten in der Wildnis umzogen und er im Anzug und sie im langen Kleid, nach viktorianischer Mode gekleidet, beide mit Hut, an einem Tisch sitzend den Abend genossen.

### Gouverneur von Äquatoria
Im Jahr 1869 wurde er vom Khediven Ismail für vier Jahre zum Gouverneur der Provinz Äquatoria ernannt und erhielt dafür den Rang eines fariq (Rang des Divisionskommandeurs in der damaligen Ägyptischen Armee) sowie den Titel des Paschas. Sein Auftrag war das Land südlich des Gondokoro zu erobern, den Sklavenhandel zu unterbinden und dort den Handel zu eröffnen. Für diese Expedition wurden ihm 1.200 Soldaten zur Verfügung gestellt. Im Februar 1870 fuhr er den Weißen Nil hinauf, verbrachte die Regenzeit an der Mündung des Bahr el-Seraf und gelangte durch diesen mit 6 kleinen Dampfschiffen und einer Flotte von Segelschiffen am 15. April 1871 nach Gondokoro, das er, zu Ehren des Khediven, Ismailia benannte. Dann drang er unter Kämpfen bis Unjoro vor und erklärte im Mai 1872 das Gebiet zum ägyptischen Protektorat. Im April 1873 kehrte er nach Gondokoro zurück und verließ Äquatoria nach Ende seiner Amtszeit im Mai 1873. Sein Nachfolger als Gouverneur von Äquatoria war Charles George Gordon.

## Werke
- The rifle and the hound in Ceylon. London: John Murray, 1853. Neuauflage: Stackpole Books, 2002. ISBN 1-58976-196-0> – online
- Eight years' wanderings in Ceylon. London: Longman, 1855 E-Text
- The Albert Nyanza, great basin of the Nile, and explorations of the Nile sources. 2 Bde. (London 1866) E-Text
- The Nile tributaries of Abyssinia. (London 1867), E-Text
- Cast up by the Sea. Macmillan & Co., London 1868, E-Text
- Ismailia. 2 Bde. (London 1874), Band 1,
- Cyprus as I saw it in 1879. (London 1879)
- Wild Beasts and their Ways.
- True tales for my Grandsons.

Deutsche Übersetzungen:
- Der Albert N'yanza, das Große Becken des Nil und die Erforschung der Nilquellen; Martin, Johann E. A. [Übers.], 1868, E-Text
- Cypern im Jahre 1879; Oberländer, Richard [Übers.], 1880
- Die Nilzuflüsse in Abyssinien; Steger, Friedrich [Übers.], E-Text